# 흡혈귀는 툭하면 죽는다
흡혈귀는 툭하면 죽는다(일본어: 吸血鬼すぐ死ぬ, The Vampire dies in no time.)는 본노키 이타루가 원작한 일본의 만화이다. 『주간 소년 챔피언』(아키타 쇼텐)에서 2015년 30호부터 연재 중이다.

## 줄거리
사이타마현 이나카마치 교외에 불사신으로 우려되는 흡혈귀가 산다는 성이 있었다. 그 성에 가서 돌아오지 않는 어린이를 돕기 위해 고용된 흡혈귀 퇴치인 로날드는 성으로 향했는데, 그곳에 있었던 것은 분명 불사신이기는 하지만 곧 죽어서 재가 되는 자코 흡혈귀 드랄크였다. 아이도 별로 드랄크에게 붙잡혀 있었던 것이 아니라 성에서 놀고 있었을 뿐이었다.
사소한 부주의로 로널드가 성을 파괴해 버려, 주거를 잃은 드랄크는 신요코하마에 있는 로널드 사무실로 굴러가 동거하게 된다.추세에 따라 드랄크와 로널드는 콤비를 이뤄 노출광 흡혈귀 사건을 해결하려 하거나, 로널드의 자전소설 원고를 꺼내려는 흡혈귀보다 더 무서운 편집자와 대치하거나 빌어먹을 게임을 플레이하며 리뷰 기사를 집필하게 된다.

## 등장인물
- 로널드:흡혈귀 사냥꾼이며 작가이다.
- 드라루크:고등 흡혈귀이지만 툭하면 죽는 엄청 약한 조무래기이다.
- 존:드라루크의 사역마이자 아르마딜로이다.
- 히나이치:흡혈귀대책과의 부대장이자 엄청난 실력을 가진 에이스지만 군것질이 많다.
- 한다:흡혈귀대책과 소속이며 로널드와 학교 동창이지만 로널드를 시기한다.
- 후쿠마:로널드의 담당 편집자이며 배틀액스이다.